# Línea Medina del Campo-Zamora

La línea Medina del Campo-Zamora es una línea de ferrocarril de 89,50 kilómetros de longitud que pertenece a la red ferroviaria española. Transcurre íntegramente por Castilla y León uniendo el nudo ferroviario de Medina del Campo con Zamora a través de las provincias de Valladolid y de Zamora. Siguiendo la catalogación de Adif es la línea 820.
Es una línea clásica en vía única, sin electrificar construida entre 1863 y 1864 por la Compañía del Ferrocarril de Medina a Zamora y de Orense a Vigo.

## Historia

### Antecedentes
Los antecedentes de la línea se encuentran en varias disposiciones legales emitidas por el Gobierno en 1855 y 1857, que contemplaban un trazado radial entre Madrid y Vigo pasando por Zamora y Orense.
Desde un primer momento se consideró que Medina del Campo —y no Valladolid— debía ser el punto de empalme con la línea General del Norte que unía Madrid con el País Vasco hasta alcanzar la frontera con Francia. El 19 de febrero de 1861 se subastó la concesión de un ferrocarril entre Medina del Campo y Zamora, que fue adjudicada a Rafael Beltrán de Lis, quien en 1862 constituyó la Compañía del Ferrocarril de Medina del Campo a Zamora, embrión de la posterior Compañía del Ferrocarril de Medina a Zamora y de Orense a Vigo.

### Construcción
Aprovechando un terreno favorable, el primer tramo de la línea, entre Medina del Campo y Nava del Rey (16 km), se inauguró con relativa facilidad en 1863. Los otros dos tramos —entre Nava del Rey y Toro (41 km) y entre Toro y Zamora (33 km)— se completaron al año siguiente, en 1864. Aunque las obras avanzaron con rapidez, estos tramos presentaron mayores dificultades técnicas.
En la zona de Dueñas fue necesario construir un viaducto de 700 metros de longitud y 12 metros de altura para salvar el río Trabancos. El cruce del Duero requirió la construcción de un puente metálico de cinco tramos. Cerca de Villaveza del Agua el terreno pantanoso obligó a instalar un complejo sistema de drenaje. En las proximidades de Toro se planteó la apertura de tres túneles, aunque finalmente se descartaron por la inestabilidad del terreno.
El trazado utilizó radios de curva amplios, superiores a 1000 metros en la mayor parte del recorrido, reducidos a 500 metros en la zona de El Fresno, donde se encuentran las mayores pendientes, y a 350 metros en la aproximación a Medina del Campo.

### Evolución
En 1928, la Compañía del Ferrocarril de Medina a Zamora y de Orense a Vigo, aquejada de graves problemas financieros —al igual que otras compañías del oeste de España—, fue absorbida por la recién creada Compañía Nacional de los Ferrocarriles del Oeste de España, una empresa estatal cuyo objetivo era rescatar a las concesionarias privadas en situación deficitaria. Sin embargo, la integración no supuso una mejora significativa.
En 1943, la Compañía Oeste y el resto de operadores privados españoles se integraron en la empresa estatal RENFE, que mantuvo la gestión de la línea hasta su división en Renfe Operadora y Adif en 2005.

## Características
La línea Medina del Campo-Zamora es una línea ferroviaria de trazado relativamente corto, con una longitud total de menos de 90 kilómetros. Constituye uno de los diversos ramales de enlace que parten del eje principal de la línea Madrid–Hendaya.
Se trata de una línea de vía única en ancho ibérico (1 668 mm), sin electrificación, que discurre por un terreno mayoritariamente llano. A lo largo de todo su recorrido emplea un sistema de Bloqueo de Liberación Automática en vía única (BLAU) con Control de Tráfico Centralizado (CTC).
La velocidad máxima permitida en la línea alcanza los 140 km/h.

## Tráfico ferroviario
La infraestructura no forma parte de ninguno de los grandes corredores ferroviarios del país y se caracteriza por un tráfico relativamente bajo. Zamora, el principal núcleo de población del trazado, apenas superaba los 65 000 habitantes en 2012.
Aunque el tramo entre Zamora y Orense podría haber servido como parte del eje de conexión entre Madrid y Galicia, tradicionalmente se ha preferido el itinerario por León, ya que dispone de electrificación y mejores prestaciones técnicas.
A pesar de ello, la línea fue utilizada durante años por trenes de Larga Distancia —tanto Alvia como Trenhotel— en sus relaciones entre Galicia y Madrid o Alicante. Esta situación cambió con la inauguración del tramo de alta velocidad Olmedo–Zamora–Pedralba, a raíz del cual los servicios Alvia comenzaron a circular íntegramente por esa infraestructura. Asimismo, el Trenhotel Madrid–Galicia fue desviado por León, donde pasó a compartir trazado con el llamado Trenhotel Atlántico.
Actualmente, la única circulación regular que utiliza esta línea es la de Media Distancia, correspondiente a la línea Valladolid–Puebla de Sanabria, que aprovecha este trazado para unir ambos destinos con una frecuencia diaria.